# Saint-Laurent-sur-Manoire

Saint-Laurent-sur-Manoire este o comună în departamentul Dordogne din sud-vestul Franței. În 2009 avea o populație de 903 de locuitori.

## Evoluția populației
| An        | 1975 | 1982 | 1990 | 1999 | 2006 | 2009 |
| --------- | ---- | ---- | ---- | ---- | ---- | ---- |
| Populație | 535  | 568  | 706  | 765  | 858  | 903  |